# Секкья, Пьетро
Пье́тро Се́ккья (итал. Pietro Secchia), 19 декабря 1903, Оккьеппо-Супериоре, близ г. Биелла, — 7 июля 1973, Рим) — коммунист, деятель итальянского рабочего движения, партизан, историк и политик.

## Ранний период жизни
Родился в рабочей семье, отец был членом Социалистической партии Италии. В 1919 г. присоединился к социалистическому молодёжному движению, в рядах которого участвовал в забастовках и антифашистских акциях в «красные годы» (1919—1920 гг., ознаменованные подъемом рабочего движения, массовыми забастовками, оккупацией заводов и рабочим самоуправлением на них). Будучи активным и известным политическим активистом (устраивал антифашистские акции, участвовал в уличной борьбе с чернорубашечниками Муссолини), Секкья присоединился к Итальянской коммунистической партии (ИКП) в 1921 г., в момент её образования.

## В Компартии
В 1924 г. был избран в ЦК Коммунистической федерации молодёжи, принимает участие в работе V-го конгресса Коминтерна. В 1926 г. становится одним из руководителей коммунистического подполья в фашистской Италии. В 1928 г. становится членом ЦК ИКП, затем — членом её Политбюро. В апреле 1931 г. арестован и приговорен Особым Трибуналом к 18 годам тюремного заключения. До 1943 г. находился в тюрьме и ссылке, откуда его освобождают партизаны. Участвует в Движении Сопротивления, становится генеральным комиссаром гарибальдийских партизанских бригад.

## После войны
В 1946 году стал депутатом Учредительного собрания, а в 1948 году — сенатором. Одновременно с этим, в 1948—54 годах он является одним из заместителей генерального секретаря ИКП Пальмиро Тольятти.
Несмотря на партийную линию, Секкья держал при себе группу верных товарищей из бывших партизан, которые не сдали оружие, на случай попытки осуществления государственного переворота со стороны правых.
После 1954 году он был отодвинут на второй план, не только по политическим причинам, но и в результате воровства из секретных фондов партии, совершенного одним из самых близких сотрудников Секкии. Своё последнее десятилетие Пьетро Секкья посвятил поддержке освободительной борьбы во всем мире, а также работе над изучением истории ИКП и Движения Сопротивления.
На русский язык переведена его книга об истории партизанского движения в Италии (совместно с Ч. Москателли) «Монте-Роза спустилась в Милан» (М., 1961.).